# Offene Volkswirtschaft
Eine offene Volkswirtschaft ist in der Makroökonomie dadurch gekennzeichnet, dass das Ausland in den Wirtschaftskreislauf einbezogen ist. Ohne Ausland kommt der Gegensatz geschlossene Volkswirtschaft aus.
Eine Volkswirtschaft, die Beziehungen zum Ausland hat, nennt man offene Volkswirtschaft. In dieser stehen die inländischen Wirtschaftssubjekte (Unternehmen, Privathaushalte und der Staat) nicht nur zueinander in Beziehung, sondern betreiben Außenhandel mit den im Ausland ansässigen Wirtschaftssubjekten. Die Wirtschaftssubjekte unterhalten außenwirtschaftliche Beziehungen zu den Devisen-, Geld-, Güter-, Kapital- und Kreditmärkten sowie den Faktormärkten im Ausland. Diese können durch Export und Import sowie Interbankenhandel genutzt werden.
Theorien entstehen in den Wirtschaftswissenschaften allgemein dadurch, dass Annahmen gemacht werden, unter denen ein Modell analysiert wird. Will man beispielsweise eine Geldtheorie aufstellen, so macht es zunächst Sinn, sämtliche aus dem Ausland stammenden oder in das Ausland führenden Zahlungsströme auszuklammern. Im Wege der abnehmenden Abstraktion kann dann auf diese Annahme verzichtet werden, wodurch sich das Modell der Wirklichkeit nähert. Auf diese Weise wird zunächst eine geschlossene Volkswirtschaft untersucht, um darauf aufbauend den Faktor „Ausland“ in der offenen Volkswirtschaft einzubeziehen.

## Grundlagen
In einer geschlossenen Volkswirtschaft entspricht das (nationale) Sparen {\displaystyle S} den Investitionen {\displaystyle I}:
{\displaystyle S=I}.
Das Sparen ist derjenige Anteil an der Produktion ({\displaystyle Y}), der nicht durch den Konsum der Unternehmen ({\displaystyle U}), privaten ({\displaystyle C}) und öffentlichen Haushalte ({\displaystyle G}) aufgebraucht wird:
{\displaystyle S=Y-U-C-G}.
In einer offenen Volkswirtschaft dagegen wird der Faktor „Ausland“ durch Gegenüberstellung der Exporte ({\displaystyle EX}) mit den Importen ({\displaystyle IM}) als Saldo ({\displaystyle NX}) errechnet, so dass folgende Nationaleinkommensidentität besteht:
{\displaystyle S=I+NX}.
Für alle Wirtschaftssubjekte einer geschlossenen Volkswirtschaft gilt stets, dass das Geldvermögen „Null“ ist, weil jeder Forderung eines Wirtschaftssubjekts eine Verbindlichkeit in gleicher Höhe bei einem anderen Wirtschaftssubjekt gegenüber steht. Daher entspricht das Reinvermögen (Volksvermögen) dem Sachvermögen. In einer offenen Volkswirtschaft dagegen entstehen Forderungen von Inländern an Ausländern ({\displaystyle F_{A}}) und Verbindlichkeiten von Inländern gegenüber Ausländern ({\displaystyle V_{A}}). Da die Forderungen und Verbindlichkeiten der Inländer untereinander gleich groß sind, gilt für das Geldvermögen einer offenen Volkswirtschaft ({\displaystyle GV_{A}}):
{\displaystyle GV_{A}=F_{A}-V_{A}}.
Das Geldvermögen einer offenen Volkswirtschaft wird deshalb Auslandsposition genannt. Das Reinvermögen einer offenen Volkswirtschaft errechnet sich mithin aus dem Sachvermögen und der Auslandsposition.
Im Modell der offenen Volkswirtschaft gilt, dass die gesamtwirtschaftliche Nachfrage der Summe aus privatem Konsum, Investitionen, Staatsausgaben und Nettoexporten in einem bestimmten Zeitraum (meist ein Kalenderjahr) entspricht: 
{\displaystyle Y^{n}=C+I+G+(EX-IM)} (Produktionsverwendungsgleichung).
Hierin sind 
{\displaystyle NX=(EX-IM)}
und
{\displaystyle Y^{n}=Y}
mit
- {\displaystyle Y^{n}}: Gesamtwirtschaftliche Nachfrage (Volkseinkommen der Verwendungsseite),
- {\displaystyle Y}: Gesamtwirtschaftliches Angebot (Volkseinkommen der Entstehungsseite),
- {\displaystyle C}: Privater Konsum,
- {\displaystyle I}: Investitionen,
- {\displaystyle G}: Staatsausgaben,
- {\displaystyle EX}: Exporte,
- {\displaystyle IM}: Importe,
- {\displaystyle NX}: Nettoexporte.

Das Maß einer offenen Volkswirtschaft wird bestimmt durch den Anteil der Nettoexporte am Volkseinkommen:
{\displaystyle {\frac {\left|EX-IM\right|}{Y^{n}}}}.

## Kleine offene Volkswirtschaft
Ein Spezialfall ist das Modell der kleinen offenen Volkswirtschaft, bei der das Ausland als „black box“ betrachtet wird. Dabei wird das Ausland als ökonomisch komplexes System nicht analysiert, sondern lediglich seine Einwirkung auf das Inland betrachtet und dabei die Kapitalmobilität berücksichtigt.

## Globalwirtschaftliche Aspekte
Wird die gesamte Welt als eine gemeinsame Volkswirtschaft begriffen (Weltwirtschaft), so wie das für die Berechnung des Weltwirtschaftswachstums praktiziert wird, liegt zwingend eine echte geschlossene Volkswirtschaft – als Weltmarkt – vor. Diese weltwirtschaftliche Betrachtung ist der größtmögliche Aggregationsgrad. Da die Weltmarktintegration unvollständig ist, gibt es keinen wirklichen einheitlichen Weltmarkt und keine echten „Weltmarktpreise“.
Der Welthandel wird durch Handelshemmnisse, Boykotte oder vereinzelte Autarkiebestrebungen bedroht, so dass international teilweise eine latente Neigung zu geschlossenen Volkswirtschaften besteht. Gerade Industriestaaten setzen auf einen hohen Selbstversorgungsgrad (etwa bei Agrarprodukten oder Energieträgern) und hohen Versorgungsgrad, die tendenziell Importe reduzieren und Exporte schwächen. Hierdurch soll die (monostrukturelle) Abhängigkeit vom Ausland reduziert werden wie die Lieferengpässe während der COVID-19-Pandemie gezeigt haben.   
Die internationalen Verflechtungen der Güter- und Finanzmärkte sind derart intensiv, dass die anfänglich lokalen Finanzkrisen (Unternehmenskrisen, Bankenkrisen) über Contagion-Effekte auf die Volkswirtschaft anderer Staaten übergreifen und dort zu wirtschaftlichen Schocks führen können.   
Die monetäre Außenwirtschaftstheorie untersucht unter anderem die Stabilitätspolitik in offenen Volkswirtschaften, denn offene Volkswirtschaften müssen zusätzlich das Staatsziel des außenwirtschaftlichen Gleichgewichts erfüllen. Das erschwert insbesondere die Geldpolitik, denn die Theorie des Zahlungsbilanzausgleichs besagt, dass beispielsweise eine Zinssenkung bei vollkommener Kapitalmobilität und festem Wechselkurs nicht stattfinden kann.